# Central Cee
Oakley Neil HT Caesar-Su (Shepherd's Bush, Londres, 4 de juny de 1998), conegut professionalment com a Central Cee, és un raper i compositor britànic de Shepherd's Bush, Londres. Va aconseguir l'èxit el 2020 amb el llançament dels singles "Day in the Life" i "Loading". El seu primer mixtape Wild West va ser llançada el 12 de març de 2021, que va debutar al número dos de la UK Albums Chart. El seu segon mixtape 23 es va publicar el 25 de febrer de 2022 i va debutar al primer lloc de la UK Albums Chart.

## Primers anys
Oakley Neil H T Caesar-Su va néixer el 4 de juny de 1998 a Shepherd's Bush, Londres, de mare irlandesa i pare guyanès d'ascendència equatoriana, sent el besavi de Caeser-Su un arauac. Mentre creixia, el seu pare posava música hip-hop, reggae i dancehall al seu voltant. Caeser-Su ha declarat que era molt reservat a l'escola, però que de tant en tant es portava malament i perdia els nervis. Va anar a la mateixa escola que el raper Digga D, essent un parell d'anys escolars més gran. Caesar-Su va començar a gravar música quan tenia 14 anys. Caesar-Su va treballar en una sabateria durant tres setmanes abans d'assabentar-se del sou i deixar-lo.

## Carrera

### 2015–2019: inicis de carrera
Caesar-Su va aparèixer per primera vegada al "Ain't On Nuttin Remix" al costat de J Hus, Bonkaz i altres al gener de 2015, on va adoptar el nom de raper Central Cee (primer figurava com a Central C). Va llançar el seu "StreetHeat Freestyle" el febrer del mateix any. Més tard va llançar el senzill "Pull Up" a l'agost del 2016. Central Cee va llançar el seu primer projecte, l'EP 17, el 2017. El seu freestyle "Next Up?" va ser llançat a l'octubre del 2019.

### 2020–2021: Èxit viral iWild West
Caesar-Su va conèixer el seu futur mànager YBeeez el 2019, que el va animar a seguir amb la música. Després de passar del hip hop autotunejat a un estil similar al drill del Regne Unit, Central Cee va llançar la seva single revelació "Day in the Life" el 14 de juny de 2020. El va seguir "Loading", publicat el 22 d'octubre de 2020. Els vídeos musicals dels dos temes van ser publicats per GRM Daily. Tant "Loading" com "Commitment Issues" van assolir el top 20 de l'UK Singles Chart. Central Cee va autoeditar el seu mixtape debut Wild West el març de 2021, que va debutar al número dos de la UK Albums Chart i al número u de la UK R&B Albums Chart.

### 2021-present:23
El setembre de 2021, el single "Obsessed with You" va aconseguir el número 4 a la UK Singles Chart, que es convertiria en el single principal de la seva segona mixtape, 23, anunciada el novembre de 2021. Daily Duppy de Central Cee es va publicar per Nadal de 2021. El segon i tercer senzills de la mixtape, "Retail Therapy" i "Cold Shoulder", es van publicar el 6 de gener i el 27 de gener de 2022.
El 25 de febrer del 2022, 23 va ser publicat.
Després dels avenços als concerts i a les xarxes socials, el seu single "Doja" es va llançar el 21 de juliol de 2022 juntament amb un vídeo musical dirigit per Cole Bennett. Es va convertir en la cançó més taquillera de la seva carrera, debutant al número 2 de la llista de senzills del Regne Unit. La cançó també va aconseguir el número 13 a la llista Bubbling Under Hot 100 dels Estats Units.